# دافني سني
دافني سني (بالإنجليزية: Daphne Seeney)‏ مواليد 2 فبراير 1933 في كوينزلاند، أستراليا، هي لاعبة كرة مضرب أسترالية سابقة. وصلت إلى نهائي بطولة ويمبلدون سنة 1956.

## النهائيات

### الزوجي
الوصافة (1)
| السنة | البطولة        | الشريك   | المنافس                     | النتيجة  |
| 1956  | بطولة ويمبلدون | فاي مولر | أنجيلا باكستون ألثيا جيبسون | 1–6, 6–8 |